# Collegio uninominale Lombardia 3 - 02 (2020)
Il collegio elettorale uninominale Lombardia 3 - 02 è un collegio elettorale uninominale della Repubblica Italiana per l'elezione della Camera dei deputati.

## Territorio
Come previsto dalla legge n. 51 del 27 maggio 2019, il collegio è stato definito tramite decreto legislativo all'interno della circoscrizione Lombardia 3.
È formato dal territorio di 117 comuni della provincia di Bergamo: Albino, Algua, Almè, Alzano Lombardo, Ardesio, Averara, Aviatico, Azzano San Paolo, Azzone, Bergamo, Bianzano, Bonate Sopra, Bonate Sotto, Borgo di Terzo, Bossico, Bracca, Branzi, Camerata Cornello, Carona, Casazza, Casnigo, Cassiglio, Castione della Presolana, Castro, Cazzano Sant'Andrea, Cene, Cerete, Clusone, Colere, Colzate, Cornalba, Costa Serina, Costa Volpino, Curno, Cusio, Dossena, Endine Gaiano, Fino del Monte, Fiorano al Serio, Fonteno, Foppolo, Gandellino, Gandino, Gaverina Terme, Gazzaniga, Gorle, Gorno, Gromo, Grone, Isola di Fondra, Lallio, Leffe, Lenna, Lovere, Mezzoldo, Moio de' Calvi, Monasterolo del Castello, Mozzo, Nembro, Olmo al Brembo, Oltre il Colle, Oltressenda Alta, Oneta, Onore, Orio al Serio, Ornica, Paladina, Parre, Pedrengo, Peia, Pianico, Piario, Piazza Brembana, Piazzatorre, Piazzolo, Ponte Nossa, Ponte San Pietro, Ponteranica, Pradalunga, Premolo, Ranica, Ranzanico, Riva di Solto, Rogno, Roncobello, Rovetta, San Giovanni Bianco, San Pellegrino Terme, Santa Brigida, Scanzorosciate, Schilpario, Sedrina, Selvino, Serina, Solto Collina, Songavazzo, Sorisole, Sovere, Spinone al Lago, Stezzano, Taleggio, Torre Boldone, Treviolo, Valbondione, Valbrembo, Valgoglio, Valleve, Valnegra, Valtorta, Vedeseta, Vertova, Vigano San Martino, Villa d'Almè, Villa di Serio, Villa d'Ogna, Vilminore di Scalve e Zogno.
Il collegio è parte del collegio plurinominale Lombardia 3 - 01.

## Eletti
| Elezione | Elezione | Deputato         | Partito |
| -------- | -------- | ---------------- | ------- |
|          | 2022     | Rebecca Frassini | Lega    |

## Dati elettorali

### XIX legislatura
Come previsto dalla legge elettorale, 147 deputati sono eletti con sistema a maggioranza relativa in altrettanti collegi uninominali a turno unico.
| Candidati                                 | Candidati                  | Voti    | %     | Liste                          | Voti    | %     |
| ----------------------------------------- | -------------------------- | ------- | ----- | ------------------------------ | ------- | ----- |
|                                           | Rebecca Frassini ✔️ Eletto | 141 442 | 52,97 | Fratelli d'Italia              | 79 343  | 29,71 |
| Lega per Salvini Premier                  | Rebecca Frassini ✔️ Eletto | 141 442 | 52,97 | 40 975                         | 15,35   |       |
| Forza Italia                              | Rebecca Frassini ✔️ Eletto | 141 442 | 52,97 | 19 196                         | 7,19    |       |
| Noi moderati/Lupi - Toti - Brugnaro - UDC | Rebecca Frassini ✔️ Eletto | 141 442 | 52,97 | 1 928                          | 0,72    |       |
|                                           | Valentina Ceruti           | 68 289  | 25,57 | Partito Democratico-IDP        | 47 761  | 17,89 |
| Alleanza Verdi e Sinistra                 | Valentina Ceruti           | 68 289  | 25,57 | 10 424                         | 3,90    |       |
| +Europa                                   | Valentina Ceruti           | 68 289  | 25,57 | 9 319                          | 3,49    |       |
| Impegno Civico - Centro Democratico       | Valentina Ceruti           | 68 289  | 25,57 | 785                            | 0,29    |       |
|                                           | Niccolò Carretta           | 30 546  | 11,44 | Azione - Italia Viva - Calenda | 30 546  | 11,44 |
|                                           | Jacopo Gnocchi             | 13 162  | 4,93  | Movimento 5 Stelle             | 13 162  | 4,93  |
|                                           | Consuelo Locati            | 4 378   | 1,64  | Italexit                       | 4 378   | 1,64  |
|                                           | Laura Cattaneo             | 3 281   | 1,23  | Vita                           | 3 281   | 1,23  |
|                                           | Simone Santini             | 2 889   | 1,08  | Unione Popolare                | 2 889   | 1,08  |
|                                           | Paolo Emilio Bogni         | 2 693   | 1,01  | Italia Sovrana e Popolare      | 2 693   | 1,01  |
|                                           | Eleonora Prandi            | 341     | 0,13  | Noi di Centro – Europeisti     | 341     | 0,13  |
| Totale                                    | Totale                     | 267 021 | 100   |                                | 267 021 | 100   |
|                                           |                            |         |       |                                |         |       |
| Schede bianche                            | Schede bianche             | 4 279   | 1,54  |                                |         |       |
| Schede nulle                              | Schede nulle               | 6 747   | 2,43  |                                |         |       |
| Votanti                                   | Votanti                    | 278 047 | 74,03 |                                |         |       |
| Elettori                                  | Elettori                   | 375 564 |       |                                |         |       |